# Tutankamon com a Nefertum
El cap de Tutankamon com a Nefertum (núm. d'inventari, JE 60723), també anomenat Cap de Nefertum, Cap de la flor de lotus o Tutankamon com a déu solar, es va descobrir a la tomba de Tutankamon (KV62) a la Vall dels Reis. Representa el jove faraó (1332–1323 ae) com un xiquet i és un destacat exemple de l'art de finals de la XVIII dinastia (Imperi Nou). S'exhibeix al Museu Egipci del Caire.

## Descobriment
Els fets del seu descobriment són controvertits, ja que Howard Carter no enregistrà la troballa en el diari d'excavacions. El cap el trobaren al 1924, dos anys després del descobriment de la tomba, Pierre Lacau i Rex Engelbach, en la tomba KV4 de Ramsés XI (emprada pel mateix Carter com a magatzem de les seues troballes), entre ampolles de vi negre. En aquest moment Carter no es trobava a Egipte a causa del tancament, molt polèmic, de la tomba de Tutankamon i la cancel·lació de la llicència per a realitzar excavacions, després revocada per la vídua de Lord Carnarvon, Lady Almina.
Carter afirmà que havia trobat el cap entre els enderrocs del passadís d'entrada de la KV62. La troballa mai no s'esmentà durant la primera temporada d'excavacions: l'arqueòleg es limità a registrar el descobriment de gerres i olles d'alabastre i argila pintada en aquest corredor. No hi ha documentació fotogràfica del cap en el diari d'excavacions, a diferència de les altres troballes de la tomba. Aquest controvertit descobriment generà molta polèmica, amb la sospita que Carter havia intentat furtar el cap per a ell.

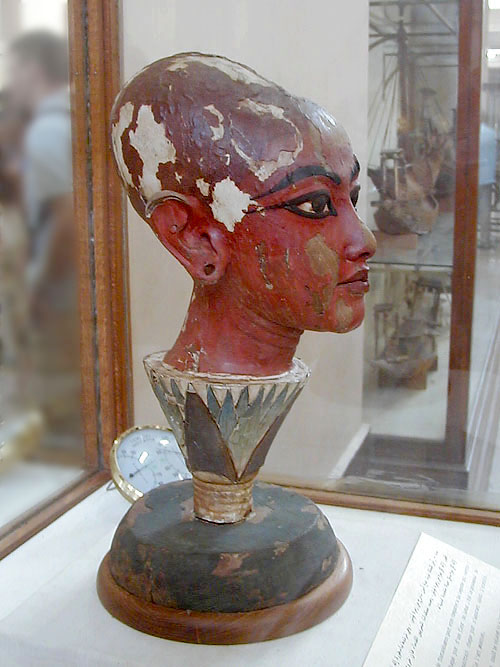
Tutankamon emergint del lotus primordial, vist de perfil

## Descripció
El cap, parcialment danyat, està tallat en fusta i fa 30 cm d'alt. L'estuc que recobreix la fusta està pintat en un vivaç to roig, tot i que amples seccions de color se n'han després (Carter culpà dels danys els funcionaris egipcis que van confiscar la troballa). Les celles, el típic delineat d'ulls egipci i les pupil·les del jove rei són pintats en blau fosc; el crani apareix rasurat, amb el creixement dels cabells visible. El rostre té els inconfusibles trets físics de Tutankamon, retratat en la infantesa. Com en la seua cèlebre màscara funerària, les orelles del rei tenen forats per a les arracades. És l'única imatge certa de Tutankamon xiquet.
El fet que es trobàs al passadís suggereix que els saquejadors l'abandonaren en la fugida després de desvalisar-la de les joies d'or que duia, probablement una corona o casquet i les arracades, de les quals només es trobà el passador de la de l'orella esquerra.

## Significat teològic
L'escultura representa el faraó com a Nefertum, el déu del sol naixent. El déu xiquet Nefertum se simbolitzava amb una flor de lotus blava, associada al renaixement del sol pel seu tancament a la nit i reobertura a l'alba. La base del bust, pintada de blau, representa les aigües primordials de les quals els egipcis creien que havia emergit el lotus amb l'infant solar al començament de la creació del món. La figura del faraó (considerat "Fill de Ra") estava connectada estretament al sol, però la representació com aquest déu solar havia de garantir màgicament el renaixement, després de la mort, en la vida eterna (de la mateixa manera que renaix el sol després de cada nit).